# راندي بويد (لاعب هوكي جليد)
راندي بويد هو لاعب هوكي جليد كندي، ولد في 23 يناير 1962 في نيكل سنتر ‏ في كندا.

## وصلات خارجية
- راندي بويد على موقع دوري الهوكي الوطني (الإنجليزية)
- راندي بويد على موقع EliteProspects.com (الإنجليزية)
- راندي بويد على موقع HockeyDB.com (الإنجليزية)
- راندي بويد على موقع Hockey-Reference.com (الإنجليزية)